# Грчка на Европском првенству у атлетици у дворани 2013.
Грчка је учествовала на 32. Европском првенству у дворани 2013 одржаном у Гетеборгу, Шведска, од 28. фебруара до 3. марта. Ово је било тридесет прво Европско првенство у атлетици у дворани од његовог оснивања 1970. године на којем је Грчка учествовала. Није учествовала само 1979. Репрезентацију Грчке представљало је 12 спортиста (8 мушкараца и 4 жене) који су се такмичили у 8 дисциплина (6 мушких и 2 женске).
На овом првенству Грчка није освојила ниједну медаљу али су оборена два лична рекорда и остварена три најбоља личана резултата сезоне.

## Учесници
| Мушкарци: - Андреас Димитракис — 1.500 м - Костадиновис Дувалидис — 60 м препоне - Адониос Масторас — Скок увис - Костадинос Баниотис — Скок увис - Костадинос Филипидис — Скок мотком - Луис Цатумас — Скок удаљ - Јоргос Цаконас — Скок удаљ - Димитриос Цијамис — Троскок | Жене: - Николета Киријакопулу — Скок мотком - Екатерини Стефаниди — Скок мотком - Stélla-Iró Ledáki — Скок мотком - Ники Панета — Троскок |  |

## Резултати

### Мушкарци
| Атлетичар              | Дисциплина   | Лични рекорд | Квалификације | Квалификације | Полуфинале            | Полуфинале   | Финале               | Финале      | Детаљи |
| Атлетичар              | Дисциплина   | Лични рекорд | Резултат      | Место         | Резултат              | Место        | Резултат             | Место       | Детаљи |
| ---------------------- | ------------ | ------------ | ------------- | ------------- | --------------------- | ------------ | -------------------- | ----------- | ------ |
| Андреас Димитракис     | 1.500 м      | 3:43,55      | 3:44,83       | 6. у гр. 1    |                       |              | Није се квалификовао | 12 / 24     |        |
| Костадиновис Дувалидис | 60 м препоне | 7,63 НР      | 7,70 КВ, ЛРС  | 3. у гр. 4    | 7,64 КВ, ЛРС          | 4. у гр. 1   | 7,64 =ЛРС            | 7 / 27      |        |
| Адониос Масторас       | Скок увис    | 2,26         | 2,28 кв, ЛР   | 1. у гр. Б    |                       |              | 2,29 ЛР              | 4 / 26 (27) |        |
| Костадинос Баниотис    | Скок увис    | 2,32         | 2,23 кв       | 3. у гр. А    | 2,19                  | 9 / 26 (27)  |                      |             |        |
| Костадинос Филипидис   | Скок мотком  | 5,83 НР      | 5.75 КВ       | 2. у гр. А    | 5,76                  | 4 / 23 (25)  |                      |             |        |
| Луис Цатумас           | Скок удаљ    | 8,21 НР      | 8,01          | 3. у гр. Б    | 8,00                  | 5 / 25       |                      |             |        |
| Јоргос Цаконас         | Скок удаљ    | 8,15         | 7,79          | 6. у гр. Б    | Нису се квалификовали | 11 / 25      |                      |             |        |
| Димитриос Цијамис      | Троскок      | 17,12 НР     | 16,28         | 16            | Нису се квалификовали | 16 / 21 (22) |                      |             |        |

### Жене
| Атлетичарка           | Дисциплина  | Лични рекорд | Квалификације | Квалификације | Полуфинале   | Полуфинале | Финале                | Финале   | Детаљи |
| Атлетичарка           | Дисциплина  | Лични рекорд | Резултат      | Место         | Резултат     | Место      | Резултат              | Место    | Детаљи |
| --------------------- | ----------- | ------------ | ------------- | ------------- | ------------ | ---------- | --------------------- | -------- | ------ |
| Николета Киријакопулу | скок мотком | 4,60 НР      | 4,36          | 10.           |              |            | Нису се квалификовале | =10 / 20 |        |
| Екатерини Стефаниди   | скок мотком | 4,45         | 4,36          | 13.           | =13 / 20     |            | Нису се квалификовале |          |        |
| Stélla-Iró Ledáki     | скок мотком | 4,45         | 4,16          | 15.           | =15 / 20     |            | Нису се квалификовале |          |        |
| Ники Панета           | Троскок     | 14,47        | 13,55         | 13.           | 13 / 19 (21) |            | Нису се квалификовале |          |        |